# معركة الخليل
وقعت مجزرة الخليل عام 1834 في أوائل شهر أغسطس عام 1834، عندما شنت قوات إبراهيم محمد علي باشا هجومًا على الخليل لسحق آخر جيب للمقاومة الكبيرة في فلسطين خلال ثورة الفلاحين في فلسطين. تعرض متمردي الخليل للهزيمة بعد معارك عنيفة في الشوارع ضد الجيش المصري، وبعد ذلك تعرض سكان الخليل للعنف بعد سقوط المدينة. قُتل حوالي 500 مدني ومتمرد، بينما قُتل من الجيش المصري 260 مجندًا.
ومع أن اليهود لم يشاركوا في الانتفاضة، ورغم تأكيدات إبراهيم باشا بأن الحي اليهودي سيترك دون أذى، إلا أن اليهود الخليليين تعرضوا للهجوم. قُتل ما مجموعه 12 يهوديًا. أشار يهود الخليل لاحقًا إلى الأحداث باسم Yagma el Gabireh («التدمير الكبير»).

## الخلفية
كان تمرد الفلاحين عام 1834 تمردًا شعبيًا ضد إجراءات التجنيد ونزع السلاح التي طبقها إبراهيم باشا وقد استغرق قمعها خمسة أشهر. ومع أن الشخصيات البارزة تلعب دورًا رئيسيًا، فقد كان الفلاحون جوهر التمرد حيث هاجموا مدنًا مثل القدس. كانت إحدى النتائج أنهم شاركوا أيضًا في عمليات نهب واعتداءات واسعة النطاق على الأقليات اليهودية والمسيحية المحلية وعلى إخوانهم من المسلمين. كان أحد مراكز التمرد الرئيسية في المناطق الجبلية الوسطى في نابلس والقدس والخليل. عانت الخليل من آثار إبراهيم باشا: في السنة السابقة، وبموجب قاعدة تفرض تجنيد خمس السكان الذكور، فقد تم تجنيد 500 من الخليليين في الجيش المصري، على أساس أنهم كانوا بحاجة لمحاربة «أمم الناصرة».
وفي الوقت الذي كافح فيه إبراهيم باشا لإخماد التمرد، فقد ركزت القوات المحلية من نابلس والقدس جهودها من أجل اتخاذ موقف أخير في الخليل. فجر المدفعيون المصريون دفاعات القلعة، وعند دخولهم إلى المدينة لم يميزوا بين المسلمين المحليين واليهود - لم يلعب الأخيرون أي دور في التمرد - لكنهم شرعوا في القتل العشوائي، حيث مُنحوا ست ساعات للاستمتاع بثمار فوزهم. أطلق إبراهيم باشا «العنان لقواته للنهب والسلب والقتل والاغتصاب انتقامًا ولترويع السكان من أجل قمع أي أفكار لتكرار أعمالهم ضد حكومته». كان لمتمردي نابلس والقدس دور في العنف ضد الجالية اليهودية. ويقال إن إبراهيم باشا قد تدخل في النهاية لتجنب إبادة هؤلاء.

## المعركة والمجزرة
بعد سيطرة إبراهيم باشا على جبل نابلس، مركز التمرد، فقد شرع في ملاحقة المتمردين بقيادة الزعيم الرئيسي للتمرد، قاسم الأحمد، الذي فر من جبل نابلس إلى الخليل، حيث توصل إلى اتفاق مع شيوخ تلك المدينة يقضي بمواصلة الانتفاضة. وفي موقع في الجوار الشمالي للخليل، واجه المتمردون الجيش المصري واشتبكوا معهم لفترة قصيرة قبل الانسحاب إلى الخليل. حارب الجيش المصري المتمردين، الذين كانوا من الفلاحين وسكان البلدة، حينما دخل المدينة في معارك شوارع عنيفة. ومع مقاومة شديدة من المتمردين، فقد تلقوا في النهاية ضربات حاسمة بالمدفعية المصرية الثقيلة. لقد أسقط المتمردون حوالي 260 ضحية بالكتيبة المصرية في الخليل، والتي كانت تتألف من حوالي 4000 من المشاة و2000 من الفرسان، قبل أن يسيطر المصريون بالكامل على المدينة.
وقعت عمليات قتل واغتصاب جماعية على أيدي القوات المصرية في الخليل بعد أن استولت على المدينة من المتمردين. قُتل حوالي 500 من المتمردين والسكان، وتم أخذ 750 من الرجال المسلمين كمجندين. وبحسب المؤرخ باروخ كيميرلينغ، فقد قام 120 ضابطًا مصريًا بنقل 120 مراهقًا آخرين «ليفعلوا بهم ما يريدون». لم يشارك يهود الخليل في التمرد، لكن الجنود المصريين الذين دخلوا المدينة تجاهلوا هذا. ارتكبت القوات ولمدة ثلاث ساعات فظائع ضد أهالي الخليل. لم يكن اليهود خاضعين لسياسة تجنيد باشا، لكنهم عانوا من «أكثر الغارات الوحشية» وتعرضوا «لعنف خاص». وبينما تمكن كثير من المسلمين من الهروب من الخطر الوشيك، بقي اليهود واثقين من أنهم لن يتضرروا من قبل المصريين. يبدو أن يهود القدس تلقوا تأكيدًا من إبراهيم بأن يهود الخليل سيتم حمايتهم. في النهاية، قُتل سبعة رجال يهود وخمس فتيات. كما وصف إسحاق فرحي الهجمات العنيفة على يهود الخليل التي ارتكبها الجنود المصريون فقد كتب أن الهجوم في الخليل كان أسوأ من النهب في صفد حيث تم تدنيس المعابد، ونُهبت المنازل، وسُرقت أشياء ثمينة تاركة الجالية اليهودية في الخليل محرومة. نجحت المجزرة في توحيد مجتمعات السفارديم والأشكناز في الخليل، لكن الأمر استغرق حتى عام 1858 من أجل تعافي المجتمع بالكامل.
هرب عبد الرحمن عمرو من بلدة دورا، قائد المتمردين في جبل الخليل، وأيضا فعل قاسم الأحمد وعدد من مقاتليه عابرين نهر الأردن من أجل البحث عن ملجأ في الكرك. غادر إبراهيم باشا وقواته الخليل لملاحقة قاسم في 14 أغسطس.